# کریستینا بوروویچ
کریستینا بوروویچ (لهستانی: Krystyna Borowicz؛ ۲۵ ژانویه ۱۹۲۳ – ۳۰ مهٔ ۲۰۰۹) بازیگر اهل لهستان بود.
از فیلم‌ها یا مجموعه‌های تلویزیونی که وی در آن‌ها نقش داشته است، می‌توان به چگونه جنگ جهانی دوم را آغاز کردم، سفری برای یک لبخند، هفت آرزو، از دوشنبه‌ها بیزارم و یانا اشاره نمود.